# 디지몬 제볼루션
디지몬 제볼루션 (DIGITAL MONSTER X-evolution)은 도에이 애니메이션에서 제작한 애니메이션 영화. 디지털 몬스터 시리즈로는 처음으로 제작된 풀3D CG작품. CG애니메이션 제작은 Imagi Animation Studios Limited가 담당했다.
디지몬 프론티어 종영이후 2년 만에 긴 공백을 깬 작품이다.
당초에는 이 작품이 디지몬 시리즈의 다섯 번째 시리즈로서 제작될 수도 있었지만, 나중에 정규 최신작인 <디지몬 세이버즈> 가 나오면서 현재는 번외작품 취급을 받고 있다.

## 개요
이 작품은 제작발표당시에는 2005년에 극장개봉을 목표로 발표되었지만, 자체적 사정으로 예정이 변경되어, 2005년 1월 3일에 후지테레비에서 TV로 방영되었다. 왜 변경되었는지는 명확하지 않다.
2005년 11월 25일에 DVD가 발매되었다.
성우진은 기본적으로 과거 디지몬 애니메이션에 출연했던 오리지널 캐스트가 재현되어 있다.

## 스토리
현대의 네트워크 시스템과 함께 발생･발전하고 있는 가상공간 디지털 월드에서는 호스트 컴퓨터〈이그드라실〉이 전 세계를 관리하고 있으며, 그곳에서는 디지털 생명체인〈디지몬〉이 태어나고 있다. 하지만 디지몬의 개체수가 증가함에 따라 디지털 월드는 펑크직전의 상태에 놓이게 된다. 그때문에, 이그드라실은 옛 디지털 월드를 삭제하고 새로운 디지털 월드를 만들기 위해 모든 디지몬을 삭제하는 프로그램〈X프로그램〉을 발동시킨다.

## 등장인물
도르몬
- 성우 : 타카야마 미나미

본 작품의 주인공으로 X항체를 갖고 있어 디지몬들로부터 거부당하거나 목숨을 위협 받고 있다. 그의 정체는 이그드라실의 손에 의해 창조된 실험용 디지몬. 작중에서 12번째 로얄 나이츠인 알파몬의 진화하는 모습을 보여주었는데 이것이 처음부터 자질을 갖고 있었거나 후에 주입되었을 것(작중에서 데크스도르고라몬과 분리시킨후 폐기되었을 때, 빛이 도루가몬과 융합했는데 이때 주입된 것이 아닐까 추측된다). 알파몬으로 진화한 후의 힘은 압도적으로 오메가몬조차도 능가할 정도. 공식적인 설정으로는 날개나 궁극성진 왕룡검은 오우류몬과의 융합을 하고나서야 생기는 것이지만, 이 작품에서는 날개를 갖고 있었고 궁극성진 왕룡검 또한 어디선가에서 소환했다. 오메가몬 X항체 와는 비기는 상대이다.
토코몬
- 성우 : 마츠모토 미와

유년기의 디지몬으로 오메가몬에게 삭제될 뻔했지만 워그레이몬 X항체가 구해 준다. 도중에 X프로그램에 공격받지만 메탈 가루루몬 X항체가 넘겨준 X항체덕분에 토코몬 X항체가 되어 살아남는다.
워그레이몬 X항체
- 성우 : 사카모토 치카

로얄 나이츠에게 의문을 갖고 있는 궁극체의 디지몬. 레지스탕스를 조직해 X항체를 가지지 못한 디지몬과 X항체를 가진 디지몬 사이의 전쟁을 막고자 노력하고 있다.
메탈가루몬 X항체
- 성우 : 야마구치 마유미

워그레이몬 X항체와 마찬가지로 레지스탕스 소속의 궁극체 디지몬. 오메가몬의 싸움에서 큰 상처를 입고, X항체를 잃어버리지만 후반부에 동료들의 위기때 다시 나타난다.
오메가몬
- 성우 : 다나카 히데유키

로얄 나이츠 소속 이자의 궁극체 디지몬. 로얄나이츠의 수장 이기도 하다. 그 힘은 다른 모든자를 압도한다. 워그레이몬X와 메탈 가루루몬X를 동시에 상대할 정도로 강하다. 이그드라실을 절대적인 정의로 판단하며 대학살을 행한다. 하지만, 맹우였던 듀크몬이 스스로 죽음을 선택하자 이그드라실을 향한 맹목적인 신임에 망설임이 생겨나, 마지막에는 알파몬과 함께 이그드라실에 반기를 든다. 후에 알파몬에게서 받은 X항체를 통해 오메가몬 X항체로 진화하여 이그드라실을 물리친다.
듀크몬
- 성우 : 노자와 마사코

오메가몬의 절친한 친구이자 로얄 나이츠의 일원. 이그드라실의 행동에 의문을 느끼고 로얄 나이츠에서 이탈한다. 그때문에 오메가몬과의 싸움으로 데이터의 바다에 빠지고 말지만, 듀크몬X가 되어서 귀환한다. 레지스탕스 소속의 디지몬들을 협력하여 무수히 많은 수의 데크스도르그레몬과 싸운다.
마그나몬
- 성우 : 노다 준코

로얄 나이츠 멤버중에서 유일하게 궁극체가 아닌 아머체 디지몬. 하지만 그럼에도 그의 힘은 다른 멤버에 맞먹으며, 로얄 나이츠 수호의 거점. 이그드라실의 명령으로 돌몬을 포획한다. 이그드라실을 맹신하고 있어, 이그드라실의 행동에 의문을 품으면서도 반기를 들지 않았다.
로드 나이트몬
- 성우 : 오키아유 료타로

로얄 나이츠의 일원, 출연은 대사 한마디가 전부.
위자몬
- 성우 : 이시다 아키라

레지스탕스 멤버로 폐기장에 버러져있던 도르가몬을 구해 간병했다. 이해력이 많으며, 최후에는 성숙기의 몸으로 수많은 데크스도르그레몬을 해치운다.
머미몬
- 성우 : 모리카와 토시유키

레지스탕스 멤버로 정체를 알 수 없는 도르가몬을 의심한다. 동료를 생각하는 마음이 강해 위험한 그를 동료로 들이는 것을 꺼려한다.
레오몬
- 성우 : 히라타 히로아키

X프로그램에 몸을 침식당해, 도르몬이 갖고있는 X항체를 빼앗으려 하지만 결국 죽고만다.
안드로몬
- 성우 : 야나다 키요유키

워그레이몬 X항체의 이야기를 듣고선 서로 이야기를 나누려는 듯이 보였지만 사실은 로얄 나이츠에 통보하여 X디지몬들을 몰살하려 한다. 하지만, 이그드라실로부터 X항체를 갖지 않은 디지몬도 죽이라는 명령이 내려져 그또한 오메가몬의 손에 죽임을 당한다.
데크스도르고라몬
마그나몬에게 붙잡힌 도르몬에게서 태어난 디지몬.
많은 수의 디지타마같은 물질을 토해내, 데크스도르그레몬을 무수히 생산해낸다.
오메가몬의 가루루 캐논을 아무렇지도 않게 받아낼 정도의 전투력을 갖고 있지만, 알파몬의 기술인 디지털라이즈 오브 소울에 분쇄된다.
파괴된 후, 파편이 데크스몬으로 재생해 이그드라실을 해하려하는 오메가몬과 알파몬을 막아선다.
데크스몬은 알파몬의 그림자이며 데크스몬에게 가해진 데미지는 알파몬에게도 돌아온다, 그리고 알파몬의 데이터를 먹음으로서 눈깜짝할 사이에 부상을 재생해버리기(데크스몬의 날개가 잘리면 알파몬의 날개도 잘리며, 잘려나간 알파몬의 날개를 먹은 데크스몬의 날개는 재생한다) 때문에, 알파몬은 궁극성진 왕룡검으로 자신과 데크스몬을 같이 궤뚫어버린다.
데크스도르그레몬
데크스도르고라몬이 무수히 만들어낸 완전체 디지몬. 모든 디지몬을 먹어치우기위해 디지털 월드 전체에 퍼져나갔다.
도중에는 디지털 월드자체에도 영향을 끼쳐, 데크스도르그레몬이 지나간 뒤로는 디지털 월드가 텍스처를 잃고 와이어프레임만이 남으며 붕괴했다.
이그드라실
디지털 월드의 호스트 컴퓨터.
너무나도 난잡해져버린 디지털 월드를 다시 바로 세우고자, 프로젝트 아크를 발동시켰다.
수수께끼가 많고, 스스로는 말하는 것도 행동하는 것조차 보여주지 않는다.
로얄 나이츠조차도 간접적으로 지령을 받아 행동할뿐, 직접적으로 그의 모습을 본 적이 없다. 그때문에 이 작품에서 마지막에 오메가몬이 제거한 구체또한, 진짜 이그드라실인지 불명.
돌몬의 탄생, 그리고 왜 알파몬으로 진화시켰는가, 듀크몬과 메탈가루루몬 X항체의 부활 등에 크게 관여했으리라 추측되지만, 어디까지가 사실이고 아닌지는 불명.
모든 디지몬(로얄 나이츠 제외)을 제거하라는 명령을 내린 점, 실험체인 돌몬을 포획해 데크스 돌고라몬을 창조, 대량의 데크스 도르그레몬을 양산해 잔존한 디지몬들을 습격한 점, 돌몬을 지키며 길을 이끌어준 디지몬들이 신기하게도 부활하여 결과적으로 돌몬이 알파몬으로 진화해 사태를 종식시키는데 큰 역할을 했다는 점들에서, 이그드라실의 행동에는 수수께끼가 많지만, 어느 정도 일관성이나 의지가 느껴진다.
올 델리트의 검은 파동에 휩싸인 후에 빛이 남아있었는데, 그것이 이그드라실인지 부활한 것인지는 불명.
디지몬 말살의 원래에서는 로얄나이츠의 심한 반대로 인한 이유로 정지되었다.

## 스탭
- 프로듀서: 우메자와 아츠토시
- 감독: 카쿠도 히로유키
- 각본: 이토 카즈노리, 카와사키 미와
- 제작: 디지몬CG프로젝트, 도에이 애니메이션
- CG제작: Imagi Animation Studios Limited

## 관련사항
- 도에이 애니메이션
- 디지털 몬스터
- 디지몬 크로니클
- 시공모험기 젠트릭스